# اللعاعة
اللعاعة منطقة عراقية في قضاء السلمان في محافظة المثنى في جنوب غرب العراق، فيها آبار مِن طوال الحجرة التي هي مِن أهم آبار البادية العراقية، حتى سنة 1949 كان منها ثلاثة آبار عامرة وثلاثة مطمورة، وبينها وبين السلمان 132 كيلومتراً، وبينها وبين الشبرم طريق سهل طوله 13 كيلومتراً، ومِن اللعاعة طريق طوله 41 كيلومتراً يصل إلى عدهان. وبينها وبين العقبة غرباً نحو 50 كيلومتراً، وكانت لعشيرة الظفير العراقية المعروفة موارد ذكر عباس العزاوي في كتابه عشائر العراق أن اللعاعة مِن آبارهم المعروفة. ثم كانت عائدة لتصرّف عشيرة الدهامشة بحسب توزيع وزارة الداخلية العراقية.